# Ashburton (Nouvelle-Zélande)
Pour les articles homonymes, voir Ashburton.
Ashburton est une ville de la région de Canterbury, sur la côte est de l'île du Sud, en Nouvelle-Zélande.

## Situation
C'est la troisième ville de la région en importance, derrière Christchurch et Timaru. Ashburton est situé sur la Route nationale 1, à 86 km au sud de la cite de Christchurch.
La ville est également connectée au chemin de fer via la ligne South Island Main Trunk Railway (en), mais les services passagers ont cessé toute activité en février 2002.
La ville a compté parmi ses résidents l'ancienne Premier Ministre de Nouvelle-Zélande, Jenny Shipley, ainsi que le ténor international Simon O'Neill (en).

## Topographie
La ville est connue des Māori sous le nom de Hakatere. La ville fut nommée Ashburton d'après Francis Baring, troisième baron d'Ashburton, qui était membre de la Canterbury Association (en). La ville s'étend autour de deux places centrales (situées des deux côtés du chemin de fer et de l'autoroute), Baring Square East et Baring Square West.
La ville est également surnommée « Ashvegas », allusion ironique à Las Vegas. Ce surnom peut trouver son origine dans la respectabilité et le conservatisme de ses résidents, ainsi que dans le manque d'animation nocturne de la ville. À cela vient s'ajouter le fait que la ville représente également un îlot lumineux au sein des plaines, à l'image de Las Vegas au milieu du désert.

## Démographe
Ashburton est décrite par Statistiques en Nouvelle-Zélande comme une zone urbaine moyenne et couvre 37,93 km2  et a une population estimée à  20 600 habitants en juin 2022 avec une densité de population de 543 résidents par km2.
La population d’Ashburton fut enregistrée à 2 322 résidents en 1901 lors du recensement de Nouvelle-Zélande pour 8 287 résidents en 1951, 10 176 résidents en 1956 et 11 604 résidents en 1961.
La localité d’Ashburton avait une population de 19 284 résidents lors du recensement de 2018 en Nouvelle-Zélande, en augmentation de 1 401 personnes (7,8 %) depuis le 2013 recensement de 2013 et une augmentation de 3 096 personnes(19,1 %) depuis le recensement de 2006.
Il y a 7 644 logements avec 9 531 hommes et femmes et 9 747 personnes, donnant un sexe- ratio de 0,98 homme pour une femme, avec 3 642 personnes (18,9 %) âgées de moins de 15 ans, 3 330 personnes (17,3 %) âgées de 15 à 29 ans, 7 977 personnes (41,4 %) âgées de 30 à 64 et 4 338 personnes (22,5 %) âgées de 65 ou plus.
L’ethnicité est pour 82,9 % européenne/ Pakeha, 9,1 % maorie, 7,7 % peuples du Pacifique, 5,8 % d’origine asiatique et 1,6 % d’une autre ethnicité.
Le total peut faire plus de 100 % dans la mesure où une personne peut s’identifier de multiples ethnicités.
La proportion de personnes nées outre-mer est de 17 %, comparée avec les 27,1 % au niveau national.
Bien que certaines personnes refuse de donner leur religion, 43,0 % n’ont aucune religion, 46,8 % sont chrétiens, 0,8 % sont hindouistes, 0,3 % sont musulmans, 0,4 % sont bouddhistes et 1,9 % ont une autre religion.
Parmi ceux d’au moins 15 ans d’âge: 1 626 personnes (10,4 %) ont une licence ou un degré supérieur et 4 239 personnes (27,1 %) n’ont aucune qualification formelle.
Le statut d’emploi de ceux d’au moins 15 ans d’âge est pour 7 638 personnes (48,8 %) employées à plein temps, 2 328 personnes (14,9 %) sont à temps partiel et 429 personnes (2,7 %) sont sans emploi.
| Nom               | Population | logements | âge médian | revenus médians |
| ----------------- | ---------- | --------- | ---------- | --------------- |
| Allenton Est      | 2 121      | 852       | 45.3 ans   | 33 100 $        |
| Allenton Nord     | 2 547      | 1 008     | 47.7 ans   | 34 900 $        |
| Allenton Sud      | 2 121      | 813       | 36 ans     | 33 700 $        |
| Ashburton Central | 141        | 66        | 53.6 ans   | 31 100 $        |
| Ashburton Est     | 1 749      | 756       | 45.7 ans   | 25 700 $        |
| Ashburton Nord    | 1 050      | 378       | 48.3 ans   | 36 400 $        |
| Ashburton Ouest   | 957        | 447       | 57,8 ans   | 27 200 $        |
| Hampstead         | 2 910      | 1 149     | 35,7 ans   | 30 100 $        |
| Netherby          | 2130       | 789       | 36,0 ans   | 33 100 $        |
| Tinwald Nord      | 1 185      | 489       | 43,5 ans   | 34 800 $        |
| Tinwald Sud       | 2 373      | 897       | 40,4 ans   | 31 900 $        |

## Économie
La ville se trouve au centre d'un district riche en élevage pastoral et en agriculture. La majeure partie de l'industrie d'Ashburton est centrée autour de l'activité agricole des plaines environnantes. La ville héberge également le seul fabricant néo-zélandais d'autobus, Designline (en). Une autre usine renommée à Ashburton est celle du plus gros producteur mondial de rouets, Ashford's. Le créateur de cerfs-volants néo-zélandais a également installé son usine dans l'entité dans laquelle il produit ceux-ci pour toute une série de marchés.
Les médias locaux consistent en un quotidien, le Ashburton Guardian, un hebdomadaire gratuit, The Courier, ainsi qu'une station radio locale, Fox FM. Des versions locales de Newstalk ZB (en) et Classic Hits (en) sont également diffusées.
Ashburton possède un aéroport (code AITA : ASG).

## Divertissements
Les activités propres à la ville sont conformes à sa taille (cinémas, piscine, sentier de marche). Cependant, si on s'éloigne un petit peu, les opportunités augmentent fortement. À cause de leur forte inclinaison, et de la présence de baïnes à proximité, les plages proches de la ville sont impropres à la baignade. Pour résoudre le problème du manque d'espaces aquatiques dans la région, le lac Hood a été creusé au sud-ouest de Tinwald. On peut y pratiquer toute une série de sports nautiques. Les rivières Ashburton, Rakaia et Rangitata offrent de beaux espaces pour la pêche, ainsi que des sections praticables pour le rafting et le kayak.
La station de sports d'hiver de Mont Hutt est également proche de la ville.